# European Academy of Sciences
Die European Academy of Sciences (EurASc) (deutsch: Europäische Akademie der Wissenschaften, französisch: Académie Européenne des Sciences) ist eine internationale Non-Profit-Organisation und Gelehrtengesellschaft. Sie wurde 2003 gegründet und hat ihren Sitz in Brüssel.

## Geschichte
Die Organisation ging aus einem Projekt aus dem Jahr 1999 hervor, welches das Ziel hatte Universitäten, Forschungsorganisationen, Industrie und Regierungsbehörden zu vernetzen. Die Organisation wurde in Belgien gegründet und mit königlichem Decret vom 17. Dezember 2003, ausgestellt durch Albert II., registriert. Sie versteht sich als internationale, regierungsunabhängige Non-Profit-Organisation. Der Sitz war zunächst in Lüttich und als Abkürzung wurde das Kürzel EAS verwendet. Das erste Jahrestreffen fand im November 2003 in Brüssel statt.
Im Umfeld der Gründung und im Lauf der ersten Jahre kam es zu Irritationen bezüglich der Seriosität der Organisation. Ihr wurde unter anderem vorgeworfen, Wissenschaftler als Mitglieder zu führen, die darüber nicht informiert waren, und Versammlungen nicht-öffentlich und unregelmäßig durchzuführen.
2023 wurde eine Revision der Statuten angestoßen. 2024 wurde das Büro nach Brüssel verlegt. Stand Anfang 2025 wird die Mitgliederzahl mit über 900 aus mehr als 50 Ländern angegeben, darunter mehr als 60 Träger von Nobelpreis oder Fields-Preis.

## Ziel und Aktivitäten
Die Organisation fördert die Grundlagenforschung und Exzellenz in Wissenschaft und Technologie. Sie möchte den länderübergreifenden Zusammenschluss von Forschenden in Europa sowie die europäische Wissenschaft und Wissenschaftskooperation stärken. Zu diesem Zweck organisiert sie Seminare und Symposien, verleiht den Status als Mitglied oder Ehrenmitglied und vergibt Medaillen.
Die feierliche Übergabe neuer Mitgliedschaftsurkunden und der Preise findet jeweils auf dem Jahrestreffen im Herbst statt, das mit einem eintägigen Symposium zu einem wissenschaftlichen Thema verbunden wird. Veranstaltungsorte sind wechselnde Universitäten oder Forschungseinrichtungen. So wurde das Treffen 2024 an der Akademie der Wissenschaften von Lissabon abgehalten, für 2025 ist es am CERN angekündigt.

## Mitgliedschaften
Neue Mitglieder werden auf Basis ihrer wissenschaftlichen Verdienste und Beiträge nach Evaluierung durch eines der Scientific Committees der Fachdivisionen vom General Board gewählt. Dazu müssen sie von einem Fellow der Akademie vorgeschlagen worden sein. Für die Kategorien Member (auch Fellow) und Honorary Member können Wissenschaftler mit einer europäischen Staatsangehörigkeit oder mindestens fünfjährigem Aufenthalt in Europa vorgeschlagen werden. In besonderen Fällen und beschränktem Ausmaß können außerdem Non-European Members gewählt werden. Daneben gibt es die Kategorie Guest Member.
Bis Juni 2025 wurden 42 Honoray Member ernannt, darunter nur zwei Frauen, Rita Levi-Montalcini und Linda Buck.

## Organe und Struktur
Präsident und Vizepräsident werden von den aktiven Mitgliedern der Akademie für eine dreijährige Amtszeit gewählt. Zwei Wiederwahlen sind möglich. Der Generalsekretär wird vom Präsidium für eine siebenjährige Amtszeit ausgewählt. Präsident, Vizepräsident, Generalsekretär sowie bis zu fünf gewählte Mitglieder formen das Präsidium und das Exekutivkomittee.
Fachlich ist die Akademie in neun Divisionen gegliedert:
- Chemistry Division
- Computational and Information Sciences Division
- Earth and Environmental Sciences Division
- Engineering Division
- Materials Science Division
- Mathematics Division
- Medicine and Life Sciences Division
- Physics Division
- Social Sciences and Humanities Division

Mitglieder sind jeweils einer Division zugeordnet. Die Mitglieder einer Division wählen für eine dreijährige Amtszeit jeweils einen Division Head und Division Officers. Die fachlichen Komitees wählen potentielle neue Mitglieder und mögliche Preisträger aus. Das General Board aus Präsidium und Division Heads entscheidet dann über Mitgliedschaften und Preisverleihungen.

### Präsident
Präsident ist seit März 2018 Rodrigo Martins, Professor an der Universidade Nova de Lisboa und von 2021 bis 2022 Mitglied des Scientific Council des European Research Council (ERC). Die reguläre Amtszeit bis März 2022 wurde wegen der COVID-19-Pandemie bis 2024 verlängert, Neuwahlen sollen 2025 durchgeführt werden.

## Preisverleihungen

### Leonardo da Vinci Award
Der Preis wird seit 2009 für besondere Lebensleistungen vergeben. Es wird ein Preis pro Jahr verliehen.

### Blaise Pascal Medal
Die Medaille wird seit 2003 für herausragende und nachgewiesene persönliche Beiträge zu Wissenschaft und Technologie sowie zur Förderung von Exzellenz in Forschung und Bildung vergeben. Pro Jahr werden höchstens neun Medaillen, je eine pro fachlicher Division, verliehen.

### Kepler Prize
Seit 2010 wird der Kepler Award for European Young Scientists (KEYS) oder auch Kepler Prize vergeben. Pro Jahr wird ein Preis an ein internationales Team junger Wissenschaftler verliehen. Die Preisträger sind drei Jahre lang Kepler Fellows von EurASC und erhalten finanzielle und organisatorische Unterstützung für die Ausrichtung eines Workshops.